# Jobel Mokonzi

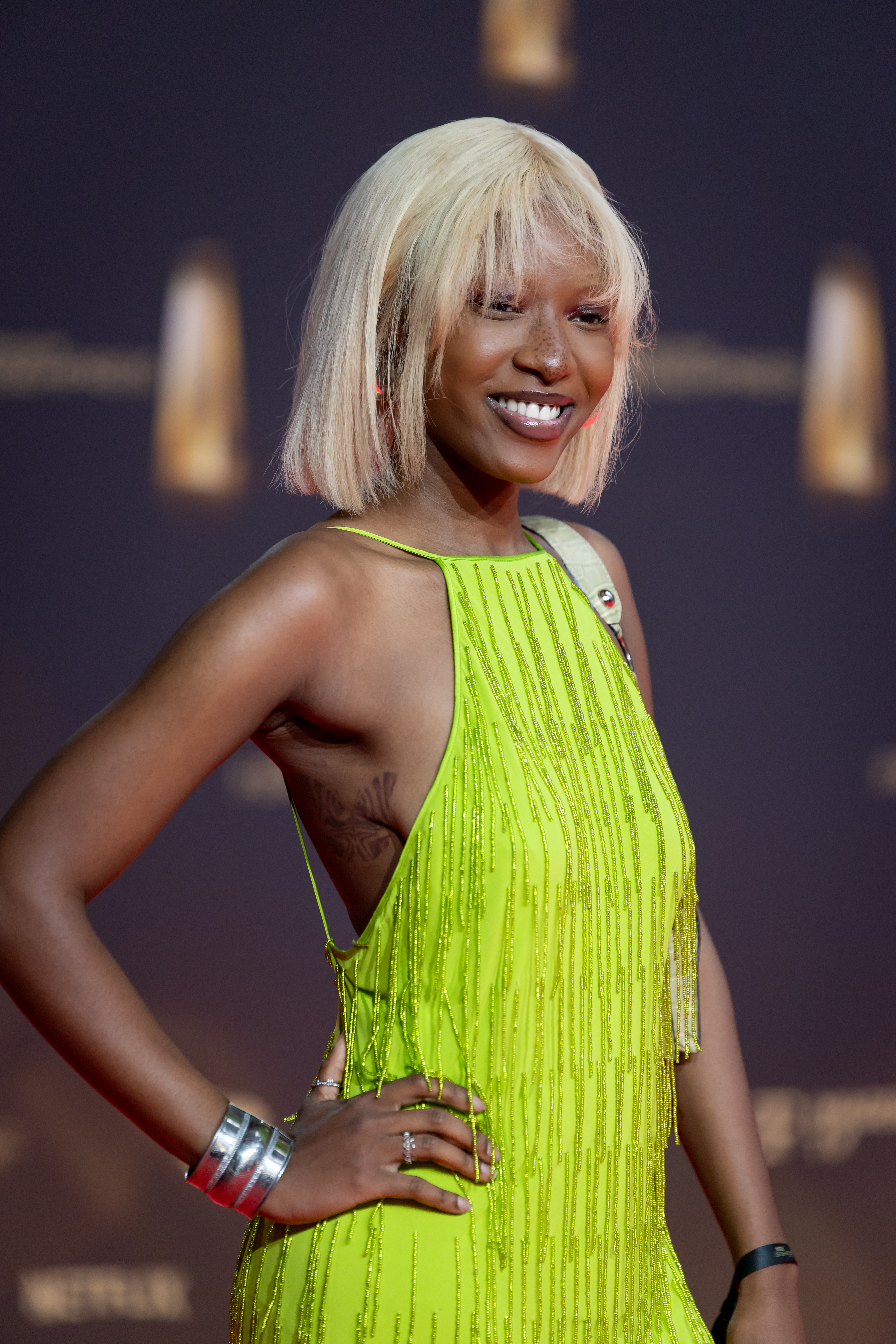
Jobel Mokonzi (2024)

Jobel Mokonzi (* 29. Mai 1998) ist eine angolanische Schauspielerin. Bekanntheit erlangte sie durch die Rolle der Sam M‘Pele in der Webserie Druck.
2021 war sie eine der Hauptdarstellerinnen in Özgür Yıldırıms Serie Para – Wir sind King.

## Filmografie
- 2018–2019: Druck (Webserie)
- 2020: Ada & Naemi (Kurzfilm)[2]
- 2021: Para – Wir sind King (Fernsehserie)
- 2023: Bettys Diagnose – Herausgefordert (Fernsehserie)
- 2023, 2025: In aller Freundschaft – Abflug, Lauter kleine Wunder (Fernsehserie)
- 2023: Loving Her (Fernsehserie)
- 2023: Get Up
- 2024: Notruf Hafenkante – Im Netz der Lügen (Fernsehserie)
- 2025: SOKO Potsdam: Atemlos (Fernsehserie)

## Auszeichnungen
- 2021: Deutscher Fernsehpreis für die beste Drama-Serie für Para – Wir sind King